# Чжу Дэцюнь
Чжу Дэцюнь (фр. Chu Teh-Chun, кит. 朱德群, пиньинь Zhū Déqún; 24 октября 1920, Байту, Сяосянь, Сучжоу, Аньхой, Китай — 26 марта 2014, Париж, Франция) — французский художник китайского происхождения, член Академии изящных искусств Франции (с 1997).

## Биография
Младший из трёх братьев, Чжу Дэцюнь родился 24 октября 1920 года в посёлке Байту уезда Сяосянь (в то время входил в провинцию Цзянсу). Отец и дед были врачами, оба — ценители и коллекционеры классической китайской живописи.
В 1935 году поступил в Национальную школу искусства Ханчжоу, где учился под руководством Линь Фэнмяня, который является одним из родоначальников современного китайского искусства и сторонником сочетания в живописи восточных и западных традиций. В 1937 году из-за начала японо-китайской войны Чжу Дэцюнь был вынужден вместе с преподавателями и студентами Нанкинского университета эвакуироваться на запад, после окончания университета в 1941 году он остался в нём преподавать на кафедре архитектуры. В 1949 году переехал в Тайбэй, где сначала устроился профессором в Школу промышленности, а с 1951 года начал преподавать западную живопись в Тайваньском национальном педагогическом университете.
В 1955 году переехал во Францию, гражданство которой принял в 1980 году. Поселившись в Париже, начал активно заниматься живописью.
В 1964 году состоялась выставка его работ на Международной художественной выставки Музея искусств Карнеги в Питтсбурге (США). Затем его выставки проходили также в Иерусалиме, Афинах, Сан-Паулу. В 1987 году в Национальном историческом музее в Тайбэе была организована большая ретроспективная выставка работ Чжу Дэцюня за 32 года. Выставки художника проходили в Пекине, Шанхае, Гонконге, Сингапуре, а также в Канаде, Франции, Корее, Индонезии.
17 декабря 1997 года был первым из китайцев избран членом Академии изящных искусств Франции на место скончавшегося в 1995 году Жака Деспьера.
Скончался на 94-м году жизни 26 марта 2014 года в Париже.

## Творчество и признание
Начал с изучения классической китайской живописи в Китае. Во время обучения в Ханчжоу, нарисовал более 500 акварельных пейзажей в традиционном стиле, там же Чжу Дэцюнь начал изучать западную живопись.
Во время переезда во Францию по пути знакомился с искусством разных стран, через которые проплывал, включая впечатлившее его египетское искусство.
После того, как Чжу поселился в Париже, он много рисовал пейзажи города, а также посещал ведущие музеи французской столицы. Во время путешествия по Испании посетил ряд испанских музеев и галерей живописи. Особенно заинтересовался абстракционизмом, — и работы в этом стиле в дальнейшем принесли ему наибольшую известность.
С 1976 года занимался также каллиграфией.
Работы художника входят в коллекции более 50 музеев по всему миру.
По оценкам «Хужунь Байфу» (кит. 胡润百富), Чжу Дэцюнь на 2014 год входит в число трёх самых продаваемых современных китайских художников. Общая стоимость проданных картин Чжу Дэцюня составляет 65,1 миллиона долларов США. В двадцатку самых продаваемых китайских художников входил с 2008 года. В ноябре 2012 года картина Чжу Дэцюня «La Foret Blanche II» на аукционе Кристис в Гонконге была продана за рекордные для художника 60 миллионов гонконгских долларов, а через год там же полотно без названия установило новый рекорд для его творчества в 70,7 миллионов HKD.

## Галерея

"Керамика
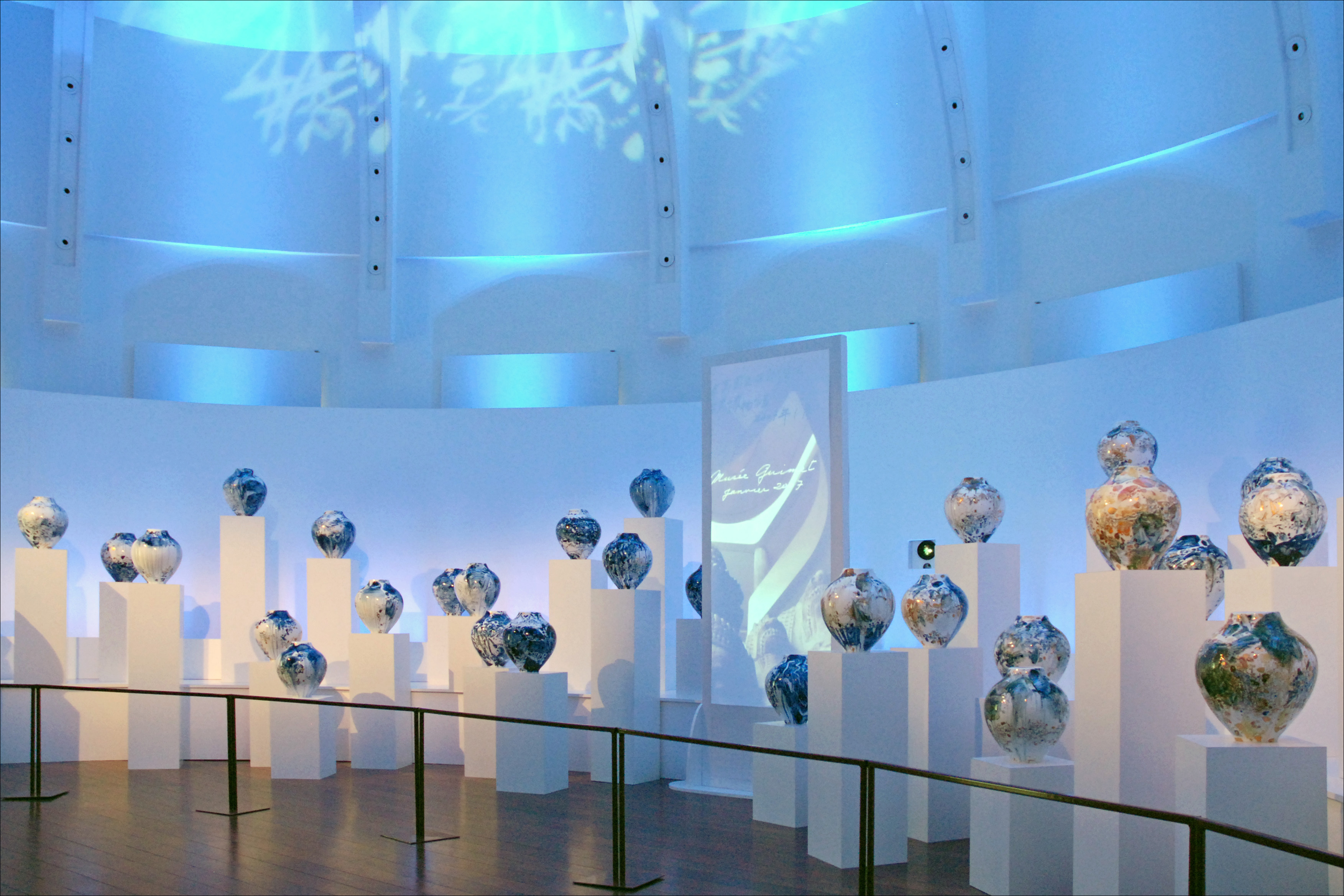
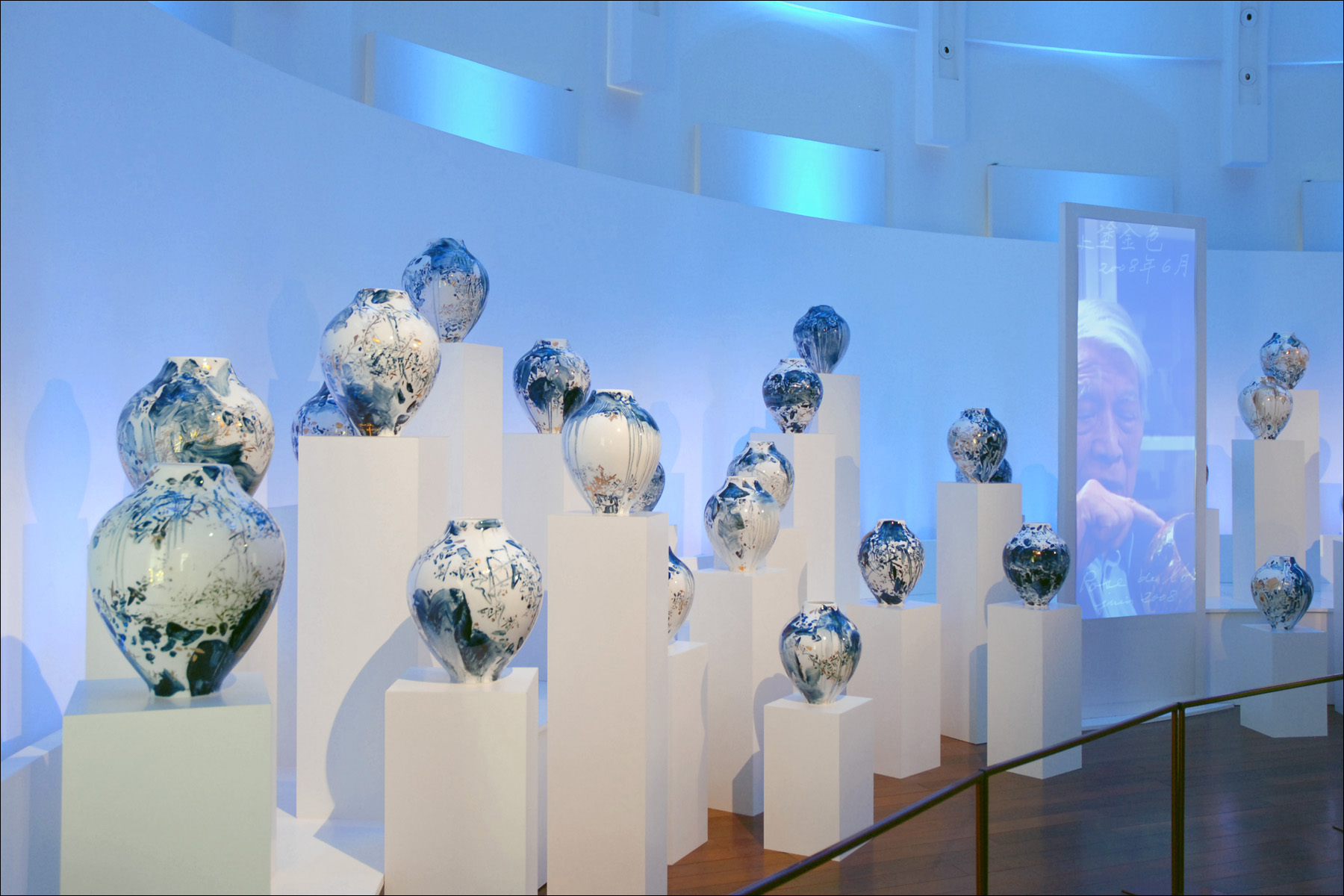
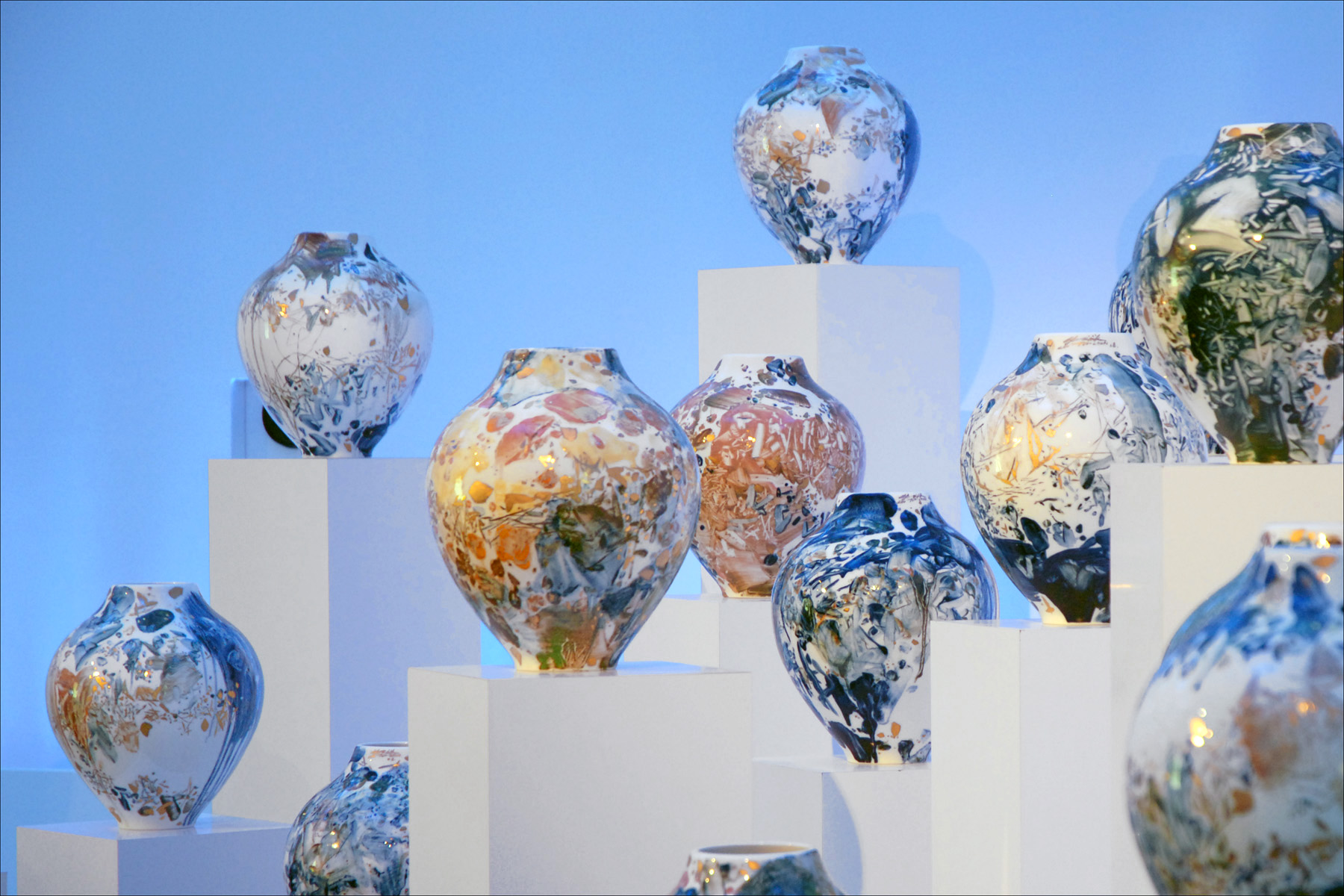

- Керамика Чжу Дэцюня из коллекции Музея Гиме<br

Выставка «Снег, золото и синева»" class="center">
Vases de Sèvres décorés par Chu Teh-Chun.jpg|
Flickr - dalbera - Vases de Sèvres décorés par Chu Teh-Chun (musée Guimet) (1).jpg|
Flickr - dalbera - Vases de Sèvres décorés par Chu Teh-Chun (musée Guimet) (2).jpg|
</gallery>

## Награды
- Кавалер ордена Почётного легиона
- Офицер ордена «За заслуги»
- Офицер ордена Академических пальм[5]